# Personaggi di Dr. House - Medical Division
Questa voce contiene un elenco dei personaggi presenti nella serie televisiva Dr. House - Medical Division ideata da David Shore.
Le vicende dei seguenti personaggi si svolgono nell'immaginario ospedale universitario Princeton-Plainsboro Teaching Hospital situato a Princeton, nel New Jersey.

## Personaggi principali

### Primari di medicina
- Gregory House (Hugh Laurie) – Primario del reparto di medicina diagnostica, specializzato in infettivologia e nefrologia.
Come protagonista della serie, il dottor Gregory House è un diagnosta cinico apparentemente privo di buone maniere nei confronti dei suoi pazienti e sfuggente al contatto diretto con essi finché possibile. A causa di un infarto nella sua gamba destra, House ha perso una parte sostanziale del muscolo femorale e deve usare un bastone per aiutarsi a camminare. Come risultato, House è inoltre costretto a convivere con un costante dolore fisico che controlla attraverso la dipendenza dal farmaco antidolorifico Vicodin. Sebbene il suo comportamento possa confinare con l'asocialità e la misantropia, House è visto come un medico il cui modo di pensare non convenzionale e le cui eccellenti intuizioni gli hanno procurato un grande rispetto, e un insolito livello di tolleranza da parte dei suoi colleghi e del mondo medico.
- Lisa Cuddy (Lisa Edelstein) – Capo dell'amministrazione e decano di medicina, specializzata in endocrinologia.
Sebbene sia comunemente considerata una spina nel fianco dal dottor House, la dottoressa Cuddy è una sua alleata e frequentemente acconsente alle richieste mediche spesso bizzarre di House. La dottoressa Cuddy ha frequentato l'Università del Michigan dove ha incontrato per la prima volta Gregory House per poi laurearsi. Si distingue per essere uno dei pochi personaggi della serie (il dottor Wilson è l'altro) che riesce a tenere testa alla dialettica di House nella conversazione e nelle discussioni, e che può essere considerato un suo "amico". Cuddy è solita dover raccogliere i cocci delle discutibili pratiche mediche di House. È inoltre una delle poche persone che riesce a sopportare le maniere scortesi di House, le sue strane richieste e le sue fastidiose abitudini, talvolta invadenti. Nonostante critichi frequentemente i metodi di House, Cuddy dà fiducia alle sue decisioni, ritenendole nel migliore interesse dei suoi pazienti. Nel corso della serie, si è visto che è una delle poche persone, se non l'unica, disposta ad assumere House, a causa della diffusa disapprovazione dei metodi orientati al risultato e della costante insubordinazione del diagnosta. Dopo la rottura traumatica di una breve relazione sentimentale col diagnosta, abbandona il lavoro.
- James Wilson (Robert Sean Leonard) – Primario del reparto di oncologia, specializzato in oncologia.
Il dottor Wilson è il migliore amico del dottor House. È molto rispettato e benvoluto sia dai suoi colleghi che dai suoi pazienti, fatto che rende la sua amicizia con l'asociale House un rompicapo per gli altri dipendenti dell'ospedale. Wilson sostiene che il proprio lavoro e la "stupida amicizia nevrotica" con House sono le due cose più importanti per lui. Lui, assieme alla dottoressa Cuddy, spesso aiuta e sostiene House nei suoi metodi poco ortodossi e nella sua dipendenza dal Vicodin.
- Eric Foreman (Omar Epps) – Primario (parte della seconda e della sesta stagione) e medico del reparto di medicina diagnostica, senior fellow del team di House; è specializzato in neurologia e diventa poi il nuovo Capo dell'amministrazione nell'ottava stagione.
- Robert Chase (Jesse Spencer)  – diventa Primario del reparto diagnostica dopo la partenza di Gregory House

### Squadra diagnostica

#### Stagioni 1-3
La squadra di diagnostica originale era composta dalla dottoressa Cameron, dal dottor Chase e dal dottor Foreman. Dalla quarta stagione Chase e Cameron continuano ad apparire saltuariamente nella serie: su richiesta danno consigli ai nuovi colleghi del reparto di diagnostica oppure partecipano direttamente ai casi medici in cui l'occasione lo richiede.
- Allison Cameron (Jennifer Morrison) – Primario del reparto del pronto soccorso (quarta e quinta stagione), specializzata in immunologia.
Cameron è tratteggiata come un personaggio serio e sincero e il più empatico della squadra. Lo sviluppo del suo personaggio rivela un matrimonio in giovane età con una vittima di cancro alla tiroide, la cui susseguente morte ha avuto un impatto duraturo su di lei. Nella prima stagione Cameron ha una relazione civettuola con House, ma alla fine intraprende una tenue relazione con Robert Chase. Cameron si licenzia alla fine della terza stagione, ma ritorna nella quarta stagione come primario del pronto soccorso dell'ospedale.
- Robert Chase (Jesse Spencer) – Medico del reparto di chirurgia (dalla quarta stagione), specializzato in terapia intensiva.
Egli è sopra le righe rispetto agli altri aiutanti di House, si sente sempre in dovere di dimostrare che ha avuto il suo posto per bravura e non perché suo padre (ricco e famoso reumatologo) ha fatto pressione per farlo assumere: questo suo carattere lo porta a tradire House durante la permanenza di Edward Vogler e di Tritter. Chase spesso suggerisce trattamenti particolari e non convenzionali, elemento già rivelato nell'episodio pilota. Egli è stato licenziato da House alla fine della terza stagione, ma è tornato a fare parte del personale del Princeton Plainsboro, occupandosi di chirurgia. Chase in precedenza aveva studiato in seminario per diventare prete.
- Eric Foreman (Omar Epps) – Medico del reparto di medicina diagnostica, senior fellow, specializzato in neurologia
Ha frequentato l'Università Johns Hopkins; è il più capace della squadra diagnostica di House; nonostante ciò, durante l'episodio pilota House afferma di averlo assunto soprattutto perché aveva compiuto dei piccoli furti e gli serve un elemento spregiudicato nel team. Foreman spesso disapprova e condanna i metodi anticonformisti del capo e, per non diventare come lui, alla fine della terza stagione si licenzia e nella quarta stagione diventa il capo del reparto di diagnostica al New York Mercy Hospital; in questo periodo salva la vita di un paziente, ma opera contro i protocolli, come fa House, e viene licenziato; in seguito cerca di ottenere un posto in altri ospedali, ma non viene mai assunto in quanto troppo simile a House. In seguito viene riassunto dalla Cuddy, che sembra essere l'unica direttrice ad accettarlo; ella gli ordina di tenere House sotto controllo. Nella quinta stagione esegue trial clinici per l'Hungtinton, malattia da cui è affetta Tredici: fra i due si sviluppa una relazione.

#### Stagione 4-5
Dopo gli eventi dell'episodio finale della terza stagione, House dà inizio a una lunga competizione per selezionare una nuova squadra diagnostica, eliminando progressivamente i "concorrenti" da un iniziale gruppo di 40 candidati. La contesa per il ruolo di assistente di House si protrae per la prima metà della quarta stagione, dal secondo episodio Una donna vera al nono Giochi. La squadra diagnostica definitiva è formata dal dottor Foreman e dai tre "concorrenti vincitori": il dottor Taub, il dottor Kutner e "Tredici".
- Chris Taub (Peter Jacobson) – Medico del reparto di medicina diagnostica, specializzato in chirurgia plastica
Taub è un chirurgo plastico la cui specializzazione si è dimostrata utile, soprattutto ad House, per raggirare le "regole" imposte da Cuddy. Ironicamente Cuddy suggerì a Taub di diventare membro della nuova squadra diagnostica perché riteneva che grazie alle sue conoscenze e alla sua natura combattiva sarebbe stato capace di tenere sotto controllo House. Sebbene sposato, Taub ha già tradito in passato la moglie e alcuni suoi commenti suggeriscono la possibilità che ciò possa ripetersi.
- Lawrence Kutner (Kal Penn) – Medico del reparto di medicina diagnostica, specializzato in medicina sportiva.
Tra tutti i suoi colleghi, Kutner è il più entusiasmato e il più adatto a seguire House nell'assunzione di rischi medici e legali. Muore suicida nella quinta stagione.
- Remy Hadley (alias Tredici) (Olivia Wilde) – Medico del reparto di medicina diagnostica, specializzata in medicina interna.
Il soprannome di Hadley ha origine dai numeri che House assegna a ciascuno dei candidati per la sua assistenza in Una donna vera, essendo la numero 13. Tredici è notata per i numerosi misteri che circondano il suo personaggio, dal carattere introverso e riservato. È portatrice della malattia di Huntington.
- Eric Foreman (Omar Epps)
Dopo aver cercato invano un lavoro in altri ospedali, Foreman va dalla Cuddy, che spera di poterlo riassumere, chiedendo in cambio del suo ritorno un aumento di stipendio, un ufficio e un assistente personale. Ma Cuddy sa bene che Foreman non ha avuto alcun ripensamento e che viene scartato dagli altri ospedali a causa del suo carattere "House Lite", ovvero simile a quello di House. Consapevole di essere quindi l'unico amministratore disposto ad assumerlo, Cuddy riassume Foreman senza concedergli nulla di ciò che richiede. Foreman torna nel reparto di diagnostica del PPTH nel quinto episodio della quarta stagione.

#### Stagione 6
- Gregory House (Hugh Laurie)
In Il tiranno ritorna nel reparto di diagnostica come consulente della squadra formata da Foreman, Chase e Cameron (la stessa squadra che ebbe nelle prime tre stagioni), in attesa di ricevere la riabilitazione per poter esercitare il proprio mestiere. Nell'episodio precedente, infatti, sia Tredici che Taub avevano abbandonato la squadra. Torna ad assumere la posizione di primario del reparto in Lavoro di squadra.
- Eric Foreman (Omar Epps)
È temporaneamente il primario del reparto di diagnostica, dal terzo al settimo episodio della sesta stagione, mentre House è assente o quando non ha ancora ricevuto la riabilitazione. Successivamente continua come membro della squadra diagnostica insieme a Chase, Taub e Tredici
- Allison Cameron (Jennifer Morrison)
Ritorna temponareamente nella squadra diagnostica nel quarto episodio Il tiranno. Si licenzia in Lavoro di squadra, dopo essersi convinta che il proprio marito Chase sia stato irrimediabilmente influenzato dal carattere amorale e insensibile di House, sino a compiere l'omicidio di Dibala in Il tiranno.
- Robert Chase (Jesse Spencer)
Ritorna nella squadra diagnostica nel quarto episodio Il tiranno, per rimanerci stabilmente. Nell'episodio Lavoro di squadra sembra inizialmente intenzionato a lasciare insieme alla moglie Cameron l'ospedale e la città, a seguito dell'omicidio di Dibala. Tuttavia si fa convincere da House del fatto che Cameron sia comprensiva verso di lui in quanto ritiene House stesso il vero responsabile, attraverso la sua influenza negativa. Chase decide dunque di rimanere nella squadra, non volendo fuggire da ciò che ha fatto, mentre Cameron abbandona il marito e l'ospedale.
- Remi Hadley (alias Tredici) (Olivia Wilde)
È inizialmente licenziata da Foreman in Fallimento epico, che pensa che il suo rapporto di superiorità verso la fidanzata avrebbe a lungo rovinato il loro rapporto. Questa decisione, comunque, mette decisamente in crisi il loro rapporto, che torna stabile solo in Rimorso. Ritorna al reparto di diagnostica, su insistenza di House, in Lavoro di squadra.
- Chris Taub (Peter Jacobson)
Si licenzia in Fallimento epico, dicendo al primario Foreman di essere entrato in quel reparto solo per lavorare con House. Riprende quindi il proprio lavoro di chirurgo estetico. Ritorna nella squadra su insistenza di House, in Lavoro di squadra, lasciando il lavoro di chirurgo, ben pagato e senza superiori.

#### Stagione 7
- Gregory House (Hugh Laurie)
- Eric Foreman (Omar Epps)
- Robert Chase (Jesse Spencer)
- Remi Hadley (alias Tredici) (Olivia Wilde) (episodi 1, 18-23)
Nel primo episodio lascia la serie per motivi ignoti: successivamente House scopre che ha passato l'ultimo anno in carcere per aver praticato l'eutanasia al fratello affetto dalla corea di Huntington. La riassume nel diciottesimo episodio promettendole che, quando sarà il momento, sarà lui a praticarle l'eutanasia.
- Chris Taub (Peter Jacobson)
- Martha M. Masters (Amber Tamblyn) (episodi 6-19)
È una studentessa di medicina che viene assunta dalla Dr. Cuddy per entrare a far parte della squadra di House durante l'assenza di Tredici.  Appare a metà della settima stagione in Politica interna. Masters possiede un quoziente d'intelligenza altissimo (non viene specificato quanto esattamente ma secondo Cuddy lei e House insieme supererebbero un Q.I. di 300). Ha preso la maturità all'età di 15 anni e prima di iniziare l'università ha ottenuto diplomi di dottorato sia in matematica applicata sia storia dell'arte. Masters sembra essere piuttosto riservata e impacciata con i suoi colleghi. Possiede una forte bussola morale e e si rifiuta costantemente di mentire alla dottoressa Cuddy o ai suoi pazienti, finendo così spesso col venire in contrasto con House per questo. Quando il suo capo prende in cura la madre di Cuddy, Masters rivela a quest'ultima che il dottore le ha sostituito di nascosto i farmaci, ma nonostante le minacce ricevute, House non la licenzia. I genitori di Martha si sono innamorati quando suo padre insegnava lettere classiche presso la Columbia University e sua madre era una studentessa di diciannove anni più giovane di lui. Nel 19º episodio della stagione Masters decide di lasciare il team quando si rende conto che per salvare vite è talvolta necessario adottare la linea di condotta amorale di House, ma di non essere disposta a farlo. Masters appare in un cameo in Tutti muoiono, episodio finale della serie, dove, al funerale di House, offre un elogio affermando che House le aveva dato "il coraggio di dimettersi".

#### Stagione 8
- Gregory House (Hugh Laurie)
- Robert Chase (Jesse Spencer)
È inizialmente assente dalla serie poiché, dopo l'arresto di House, il reparto di diagnostica viene chiuso, ma è riassunto dal quinto episodio. In Nessun colpevole viene ferito da un paziente e rischia di perdere l'uso delle gambe. Decide di lasciare il team nell'episodio Post mortem in quanto si rende conto di aver imparato molto da House e che è ormai arrivato il momento di dirigere una propria squadra diagnostica. Nell'ultimo episodio della stagione si vede che prende il posto del suo mentore.
- Remi Hadley (alias Tredici) (Olivia Wilde) (episodi 3, 21, 22)
Viene subito riassunta da House, ma è licenziata dallo stesso poiché vuole che si goda gli ultimi anni della sua vita con la sua nuova compagna.
- Chris Taub (Peter Jacobson)
Così come Chase è riassunto solo dal quinto episodio.
- Jessica Adams (Odette Annable)
È il medico della prigione dove House è rinchiuso nel primo episodio, ma viene licenziata per aver disubbidito agli ordini del suo capo seguendo le indicazioni di House. Nello stesso episodio, viene rivelato che Adams proviene da una famiglia benestante e che ha frequentato l'Università Johns Hopkins. Si è sposata molto giovane e ha da poco divorziato dal marito dopo aver scoperto che la tradiva, come da lei stessa riferito a un paziente nell'episodio Affare rischioso. Entra a far parte della squadra di House durante la terza puntata, venendo poi assunta in pianta stabile a partire dalla quinta.
- Chi Park (Charlyne Yi)
Viene trasferita al reparto di diagnostica nel secondo episodio della stagione per aver dato un pugno al primario di neurologia che le aveva palpato il sedere.

## Personaggi secondari
- Edward Vogler (Chi McBride) – Affarista, proprietario di una grossa industria farmaceutica
Compare per la prima volta nell'episodio della prima stagione Sotterfugi, nel quale Cuddy annuncia la sua nomina a capo del consiglio di amministrazione dell'ospedale in seguito a una donazione di 100 milioni di dollari. Vogler intende trasformare l'ospedale in un centro ricerche che si occuperà di Alzheimer, cancro, AIDS e altre gravi patologie e vede House e il suo reparto di medicina diagnostica come un problema, sia perché finanziariamente in perdita, sia per via dei modi anticonformisti e la mancanza di rispetto per l'autorità di House. Presto Vogler e House entrano in conflitto: House si rifiuta di obbedire alle richieste sempre più capricciose di Vogler (tra le quali il licenziamento di un membro della squadra) e addirittura lo critica pubblicamente in una conferenza stampa (nella quale descrive Vogler come un ottimo affarista, avendo egli fatto fare dei cambiamenti minimi a uno dei suoi prodotti per poterne aumentare significativamente il prezzo).  In Il minore dei mali Vogler mette il consiglio davanti a un ultimatum: o licenzieranno House, o Vogler lascerà l'ospedale facendogli perdere i 100 milioni di finanziamento. Inizialmente solo Wilson si oppone al licenziamento di House, ma quando questi viene estromesso dal consiglio su iniziativa di Vogler la Cuddy ha un ripensamento e vota contro il licenziamento, realizzando che cedere a Vogler avrebbe significato perdere l'indipendenza dell'ospedale. Vedendo respinta la sua richiesta, Vogler abbandona l'ospedale.

Il personaggio fu introdotto su richiesta della Fox, che riteneva necessaria l'aggiunta di un antagonista alla serie. Il creatore della serie, David Shore, si oppose inizialmente all'idea, ma acconsentì a creare il personaggio in seguito alla minaccia di accorciare la serie di sei episodi se questo non fosse stato fatto. McBride fu quindi assunto per filmare cinque episodi, ma i produttori decisero di non estendere l'arco narrativo del personaggio.
- Stacy Warner (Sela Ward) – Avvocato 
È l'ex compagna di House, che l'ha lasciata perché ha autorizzato, per salvargli la vita, un'operazione che gli ha causato il dolore alla gamba. Dopo aver portato Mark, il marito, all'ospedale, si riavvicina a House, che la rifiuta ancora.
- Mark Warner (Currie Graham) – È un consulente scolastico e si è sposato con Stacy Warner dopo che questa aveva rotto la relazione con House. Appare per la prima volta nella serie nell'ultimo episodio della prima stagione, Un uomo solo, diventando, suo malgrado, paziente di Gregory House al Princeton-Plainsboro Teaching Hospital per una porfiria acuta intermittente. Mark è molto geloso di House, dal quale Stacy sembra ancora attratta, e le sprezzanti parole di House nei suoi confronti indicano che il sentimento è probabilmente reciproco. Mentre è in recupero dalla sua malattia al PPTH, Mark usa una sedia a rotelle e frequenta sessioni di fisioterapia e psicologia al PPTH; durante questo periodo Stacy e Mark presentano, con sempre maggior frequenza, segni di rottura nella loro relazione a causa della frustrazione di Mark per la lentezza del suo recupero. Nell'episodio È meglio sapere Mark esprime ad House le sue paure di perdere Stacy e i suoi sospetti sul rapporto tra Stacy e House, arrivando a confrontarsi fisicamente con House annullando così mesi di riabilitazione. House capisce che Mark è disposto a fare per Stacy cose che lui stesso non sarebbe mai stato in grado di fare e con questa motivazione rompe con una stupita Stacy (che stava per lasciare Mark per lui) e la convince ad andarsene con suo marito.
- Michael Tritter (David Morse) – Investigatore di polizia
In ambulatorio viene trattato bruscamente da House, contro cui, per vendetta e per "dargli una lezione", inizia un processo per possesso di droga contro il diagnosta, che rischia dieci anni di carcere e si salva solo grazie a una falsa testimonianza della Cuddy.
- Amber Volakis (Anne Dudek) – Medico specializzato in radiologia
Fa il suo esordio nella quarta stagione, nella quale è una dei candidati ad assistente di House. Molto determinata e spregiudicata, si adopera in vari stratagemmi per ottenere il posto: già nella sua prima apparizione convince molti assistenti a rinunciare, per non subire l'umiliazione di dover lavare l'auto di House come è capitato a lei. In realtà mente, ma così facendo riesce ad eliminare la concorrenza; riesce inoltre a convincere House a licenziare Lawrence Kutner (nell'episodio Una donna vera), che poi verrà comunque assunto, e si oppone fermamente all'assunzione di Samira Terzi. Spesso consulta Chase e Cameron per farsi aiutare nelle diagnosi e chiede loro consigli su come ingraziarsi il capo o la Cuddy, per esempio lavorando in clinica. Per questo suo carattere competitivo e spietato viene odiata dagli altri: quando House divide gli assistenti in due gruppi, Amber preferisce unirsi ai maschi e House le attribuisce il soprannome cutthroat bitch (letteralmente "cagna tagliagole"), nella versione italiana "bastarda tagliagole". Nonostante i suoi stratagemmi, nell'episodio Giochi risulta l'ultima candidata ad essere licenziata.

In Gelo Amber si fidanza con Wilson. House crede che lo faccia per avere il posto e in Non cambiare mai le propone una sfida: se indovinerà la diagnosi, la riassumerà, a patto che lasci Wilson. Amber tenta, ma poi abbandona l'idea a favore del suo amore e a questo punto House è costretto a ricredersi. Amber si dimostra molto attaccata al fidanzato: non vuole che passi molto tempo con House e i due sono costretti a chiedere l'"affidamento congiunto", come se Wilson fosse un figlio, e se lo "spartiscono" fra loro: l'oncologo è infatti molto affezionato a entrambi. Muore in seguito a un incidente, in cui era coinvolto anche House, in Il cuore di Wilson. Ritorna in seguito, come allucinazione di House, durante la quinta stagione e nell'ultimo episodio della serie, Tutti muoiono.
- Lucas Douglas (Michael Weston) – Investigatore privato
Viene assunto da House per spiare Wilson e tentare una riappacificazione, in seguito stipula un doppio accordo con House e con la Cuddy secondo il quale egli avrebbe dovuto dare all'uno informazioni imbarazzanti sull'altro; non scopre niente tranne che la Cuddy ricambia il suo interesse e che anche House è interessato a lei.

## Personaggi minori

### Candidati ad assistenti di House senza successo

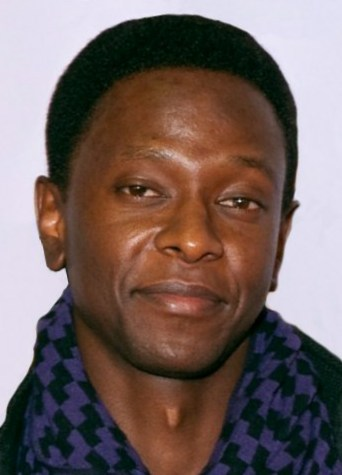
Edi Gathegi interpreta Jeffrey Cole

- Jeffrey Cole (alias Big Love, Mormone nero) (Edi Gathegi) – Medico specializzato in genetica.
Cole è il numero 18 nel gruppo di candidati raggruppato da House. Laureato alla Brigham Young University, è un mormone praticante, che si attira la stizza dell'ateo dottor House. House viene anche colpito con un pugno da Cole quando definisce Joseph Smith, fondatore della Chiesa mormone, un "imbroglione arrapato". Questa reazione impressiona House e gli fa in parte cambiare idea sul suo conto. Il dottor Cole è nero ed è perciò oggetto degli stessi epiteti razziali che House rivolge a Foreman. Cole è uno dei pochi che non è cascato nel tranello di Amber per convincere tutti ad abbandonare la competizione per il posto piuttosto che essere umiliati da House. Cameron ritiene Cole un dignitoso uomo di principio e gli offre spesso consigli su come ottenere il rispetto di House. Nell'episodio Angeli custodi è stato rivelato che Cole è un ragazzo padre, ignaro di dove sia la madre di suo figlio, del quale perciò si deve occupare. Nell'episodio Non voglio sapere si scopre che Kutner spesso gli fa da babysitter. House lo soprannomina "Big Love", in riferimento alla serie televisiva statunitense dell'emittente HBO, trasmessa in Italia dal canale satellitare Fox Life, narrante le vicende di una famiglia poligama. Cole è licenziato dopo che House scopre che si è alleato con Cuddy, anziché minare l'autorità della direttrice.

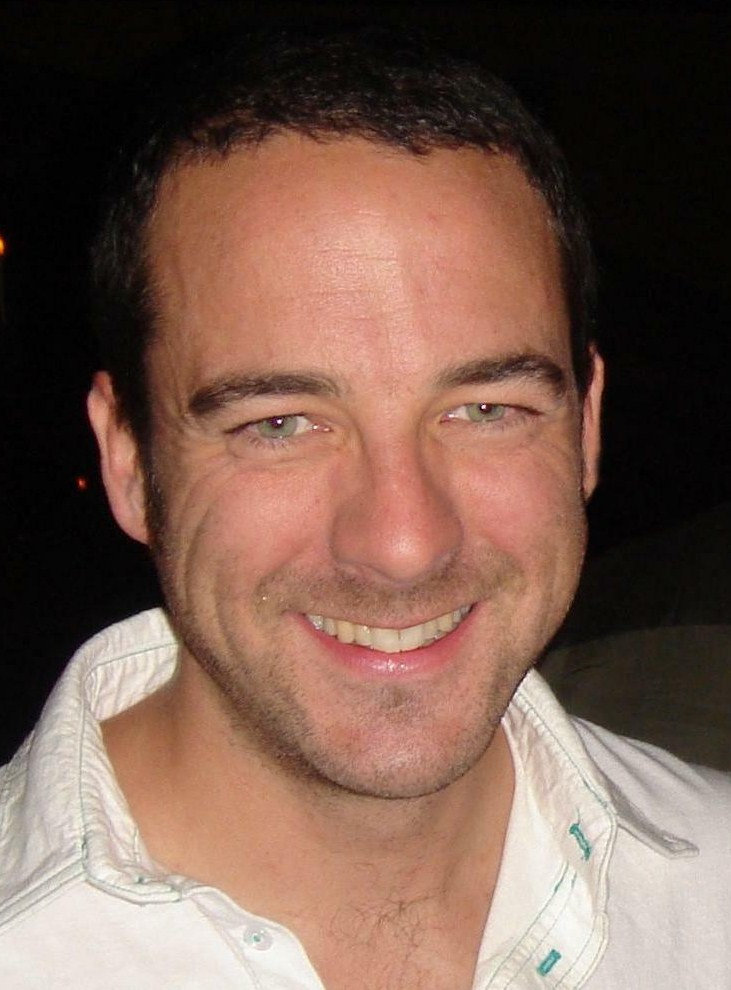
Andy Comeau interpreta Travis Brennan

- Travis Brennan (alias Brontolo) (Andy Comeau) – Medico specializzato in epidemiologia.
Brennan è il numero 37. House lo soprannomina "Brontolo" a causa della sua tendenza a essere burbero e diretto. Brennan ha lavorato con Medici Senza Frontiere per otto anni e la sua esperienza nei paesi del terzo mondo gli fornisce una grande conoscenza di patologie esotiche. Si è proposto per questo lavoro per stabilirsi nel New Jersey con la sua fidanzata, sebbene dal suo atteggiamento e dalle rivelazioni del paziente affetto dalla "sindrome dello specchio" si scopre che rimpiange molto il suo lavoro all'estero. Viene costretto a licenziarsi nell'episodio Ad ogni costo, dopo che House scopre che è stato il responsabile di un avvelenamento volontario di una paziente al fine di far ricominciare gli studi sulla poliomielite. Dopo averlo smascherato, House dà a Brennan il tempo per andarsene e poi dice a Foreman di chiamare la polizia.

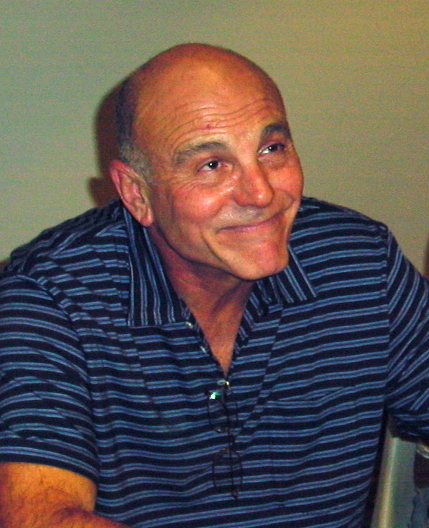
Carmen Argenziano interpreta Henry Dobson

- Henry Dobson (alias Giovincello, Vecchio impostore ridicolo, Bosley) (Carmen Argenziano) – Ex impiegato universitario.
Dobson è stato per trent'anni un impiegato dell'ufficio ammissioni della facoltà di medicina della Columbia University. È il numero 26. Dobson non si è mai iscritto al corso di medicina né ha mai, di conseguenza, conseguito il titolo accademico di dottore, tuttavia la sua frequenza "forzata" alle lezioni di medicina gli ha fatto ottenere una conoscenza medica invidiabile. Per questo Dobson si rifiuta di eseguire anche le analisi di base sui pazienti, affermando che, vista la propria età avanzata e l'inesperienza degli altri contendenti al posto, questi ultimi hanno più da dimostrare. L'inganno viene presto scoperto da House che, tuttavia, impressionato dalla sfrontatezza e dalla conoscenza di Dobson, gli permette di rimanere a competere per un posto di lavoro come "assistente". Dobson sostiene che l'età non è importante (sostenendo scherzosamente di essere un ventunenne) e dimostra di essere competente come un vero medico (anche secondo i requisiti voluti da House), escogitando un modo per irrompere nella casa della paziente per acquisire informazioni rilevanti e offrendo diagnosi con cui House si trova d'accordo. Tuttavia nell'episodio 97 secondi House rivela ai restanti candidati che uno di loro non è un vero medico, sebbene non rivela espressamente la sua identità. Alla fine viene però licenziato da House quando questi si rende conto che il modo di pensare di Dobson è molto simile al suo. È implicito che, nel periodo di tempo in cui Henry ha partecipato alla competizione, lui e House hanno mantenuto una viva amicizia. Questo è evidente quando Henry anticipa House dicendo che se volesse uscire con lui, avrebbe invece dovuto chiamare Wilson. Nel corso di tutta la sua esperienza House lo ha soprannominato "Giovincello", "Vecchio impostore ridicolo" e "Bosley" come il personaggio della serie televisiva Charlie's Angels, nell'episodio Angeli custodi, in cui si finge Charlie e gli altri candidati gli "angeli".
- Jody Desai (Meera Simhan) – Medico, ex veterinaria; viene licenziata in 97 secondi perché, nonostante sia una veterinaria, non riesce a capire che il cane del paziente ha ingoiato le pillole di quest'ultimo.
- Gemella 15A e Gemella 15B (Melinda Dahl e Caitlin Dahl) sono specializzate in endocrinologia pediatrica, vengono licenziate in 97 secondi.
- Mason (alias 10) (Jonathan Sadowski) attivo come assistente, viene licenziato in quanto ha fatto la spia alla Cuddy sull'identità di una paziente che House vuole tener nascosta.
- O'Reilly (alias 11) (Jason Manuel Olazabal), medico costretto da un problema alle gambe ad una sedia a rotelle.
- Ashka (alias 2) (Heather Fox) è molto determinata ad avere il posto, ma viene licenziata (nonostante non abbia mai sbagliato nulla) perché è poco disposta a rischiare.
- numero 23 (Kathryn Adams) – Medico del reparto di pronto soccorso
- Bella dottoressa (Jaimarie Bjorge) House, all'inizio di Una donna vera, vuole licenziare tutta la fila 4, ma, vedendola uscire, riassume tutti e licenzia quelli della fila 3
- Samira Terzi (Michael Michele) – Medico della CIA
Terzi è una dottoressa della CIA, che House incontra nell'episodio Ad ogni costo, quando viene chiamato dall'agenzia di spionaggio per curare un agente affetto da una patologia misteriosa. Nonostante abbia messo in chiaro di non essere interessata a lui, House continua a tormentarla durante il caso, e Samira sostiene comunque le sue scelte mediche, sebbene esse risultino errate sino alla sua intuizione finale. Egli, attratto fisicamente dalla donna, le offre un lavoro nella sua squadra diagnostica, ma lei inizialmente rifiuta la proposta, sapendo che la sua squadra precedente se ne era andata due mesi prima. Tuttavia in seguito Samira cambia idea, e alla fine dell'episodio si presenta da House per accettare il lavoro, dopo aver dato le dimissioni alla CIA. Il suo arrivo mette in difficoltà i restanti candidati, consci del fatto che ci sarebbe stato solo un posto di lavoro per loro, con l'assunzione di Foreman e di Terzi. Tuttavia, nell'episodio successivo Brutto, ogni volta che Samira dà un suggerimento medico, esso si rivela incoerente e inverosimile. House inizialmente asseconda le assurdità, ma poi si rende conto che l'attrazione che prova per lei sta minando la propria obiettività nel giudicare le idee della dottoressa Terzi, che risulta possedere scarse abilità diagnostiche. Al termine dell'episodio House, convintosi definitivamente di averla giudicata male a causa del suo aspetto, la licenzia, chiedendole poi un appuntamento. Terzi, evidentemente turbata, se ne va senza proferire parola.

### Personale ospedaliero

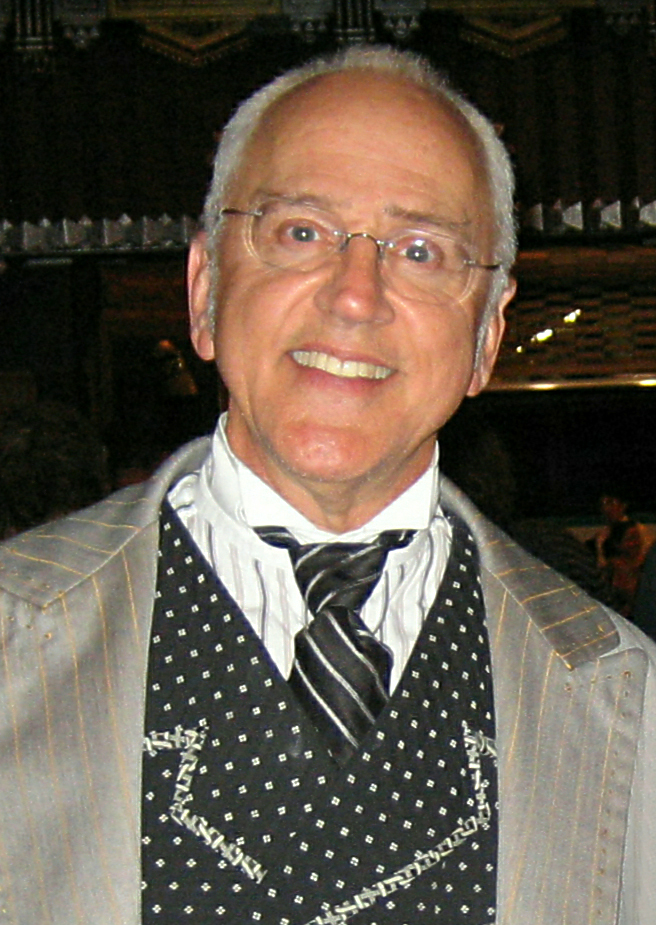
John Rubinstein interpreta Ayersman

- Brenda Previn (Stephanie Venditto) – Capo infermiera
Brenda è la capo infermiera dell'ospedale, comparsa in undici episodi. Spesso si mostra irritabile nei confronti di House e della sua squadra.
- Cutler – infermiera del reparto di radiologia
L'unico riferimento a lei è stato fatto nell'episodio Sotto accusa, con il quale viene rivelato che fa parte della serie di infermiere con cui è andato a letto il chirurgo Ayersman.
- Anonima infermiera (Bobbin Bergstrom) – infermiera
Compare in 69 episodi della serie.
- Bev (Ingrid Sanai Buron) – infermiera che compare in quattro episodi della serie.
- Marco (Marco Pelaez) – Farmacista
Marco è il farmacista dell'ospedale, comparso in sei episodi della serie. È piuttosto paziente nei confronti di House.
- Dr. Simpson (Ron Perkins) – Medico del reparto di chirurgia, specializzato in ortopedia
- Dr. O'Shea (Tim Conlon): House cerca di fare amicizia con lui dopo il litigio con Wilson, nella quinta stagione, ma l'idea fallisce subito.
- Dr.ssa Schmidt (Phyllis Lyons) ostetrica
- Ayersman (John Rubinstein) – Medico del reparto di chirurgia, specializzato in trapiantologia
In Sotto accusa alla paziente di House occorre un trapianto di fegato, ma nessun chirurgo di trapianti è disposto ad eseguire un trapianto da vivo in così breve tempo a disposizione e con la paziente in punto di morte. Allora House va dal dottor Ayersman e cerca di corromperlo con 20˙000 dollari, ma il chirurgo rifiuta ribattendo di guadagnare 600˙000 dollari all'anno e di non voler rischiare il posto per una così piccola somma. House allora lo ricatta affermando di poter riferire a sua moglie il tradimento che Ayersman le fa andando a letto con una serie di infermiere, per ultima l'infermiera Cutler. Il chirurgo, messo alle strette, cede al ricatto ed accetta il trapianto in cambio del silenzio di House. House lo accusa di essere il peggior chirurgo di trapianti di tutto l'ospedale, ma l'unico che in quel momento sta tradendo la moglie. Ayersman compie il trapianto con successo ma, nonostante ciò, House manda comunque una lettera anonima alla moglie denunciando il tradimento. La moglie di Ayersman, credendo alla lettera, si vendica sul marito rigandogli la costosa automobile.
- Dr. Martin Kaufman - Primario di medicina interna

### Altri medici

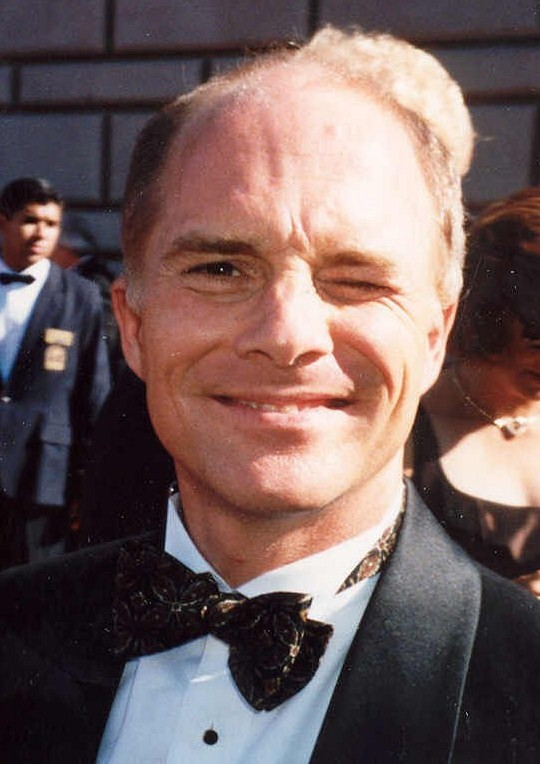
Dan Butler interpreta Philip Weber

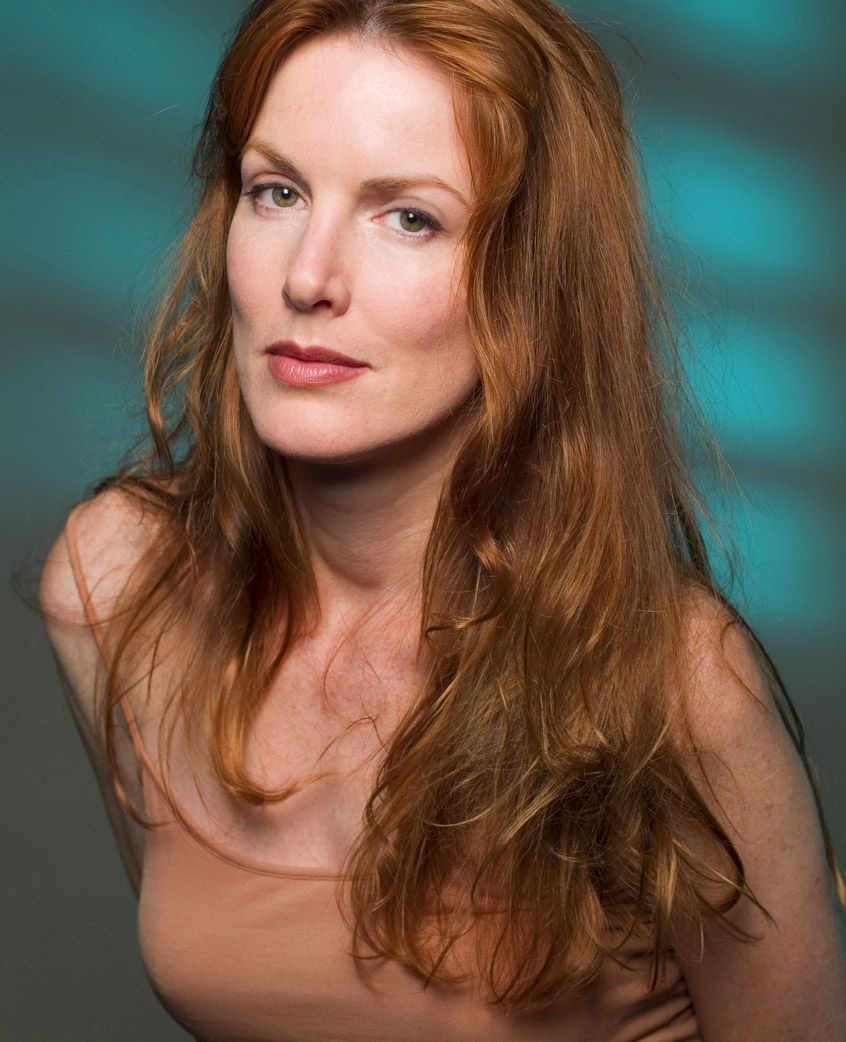
Kathleen York interpreta la dottoressa Shaffer.

- Philip Weber (Dan Butler) – Medico
In Tutto torna House chiama (a nome della Cuddy) per una conferenza Philip Weber, per smentire un farmaco inventato da lui che dovrebbe prevenire l'emicrania, per vendicarsi del fatto che lui ha riferito al preside, tanti anni prima, che Greg ha copiato l'esame di matematica; dato che non poteva testarlo su nessun altro, House lo prova su sé stesso, provocandosi un grave mal di testa, per poi provare il farmaco. Alla fine dell'episodio denuncia il farmaco del dottore, che viene reso illegale.
- Dr.ssa Schaffer (Kathleen York) – Direttrice del New York Mercy, ospedale in cui lavora Foreman, che viene licenziato subito perché, per salvare un paziente, viola il protocollo: egli chiede una seconda possibilità, ma questa la nega in quanto crede che si comporterebbe allo stesso modo.
- Dr. Pilcher (Tom Wright) – Direttore di un ospedale a cui si rivolge Foreman nell'episodio Angeli custodi; non accetta il neurologo, definendo House un pazzo egocentrico.
- Dr. Brady (Scott Alan Smith) – Direttore di un ospedale a cui si rivolge Foreman nell'episodio Angeli custodi; ammira il neurologo per la sua audacia, ma non lo assume perché non ne ha il coraggio.

### Principali personaggi del Mayfield Psychiatric Hospital

#### Medici
- Dr. Darryl Nolan (Andre Braugher) – È lo psichiatra di House che lavora al Mayfield Psychiatric Hospital.
- Dr. Anthony Medina (Andrew Leeds) – È un altro psichiatra del Mayfield.
- Dr. Beasley (Megan Dodds) – È la terapista dell'ospedale.

#### Pazienti
- Juan "Alvie" Alvarez (Lin-Manuel Miranda)  – È il compagno di stanza di House, un rapper portoricano sofferente di disturbo bipolare
- Annie Bohm alias ragazza silenziosa (Ana Lenchantin)  – È una donna catatonica da anni.
- Steve alias Capitan Libertà, in originale Freedom Master (Derek Richardson).  – È un giovane mitomane, che dopo la morte della fidanzata uccisa in una rapina, si è convinto di essere un supereroe.
- Connor alias Hal (Jack Plotnick)  – È un paziente anoressico.

#### Altri
- Lydia Bohm[3] (Franka Potente)  – È la cognata tedesca della ragazza catatonica, oltre che amica e amante di House per un breve periodo.

### Pazienti di rilievo

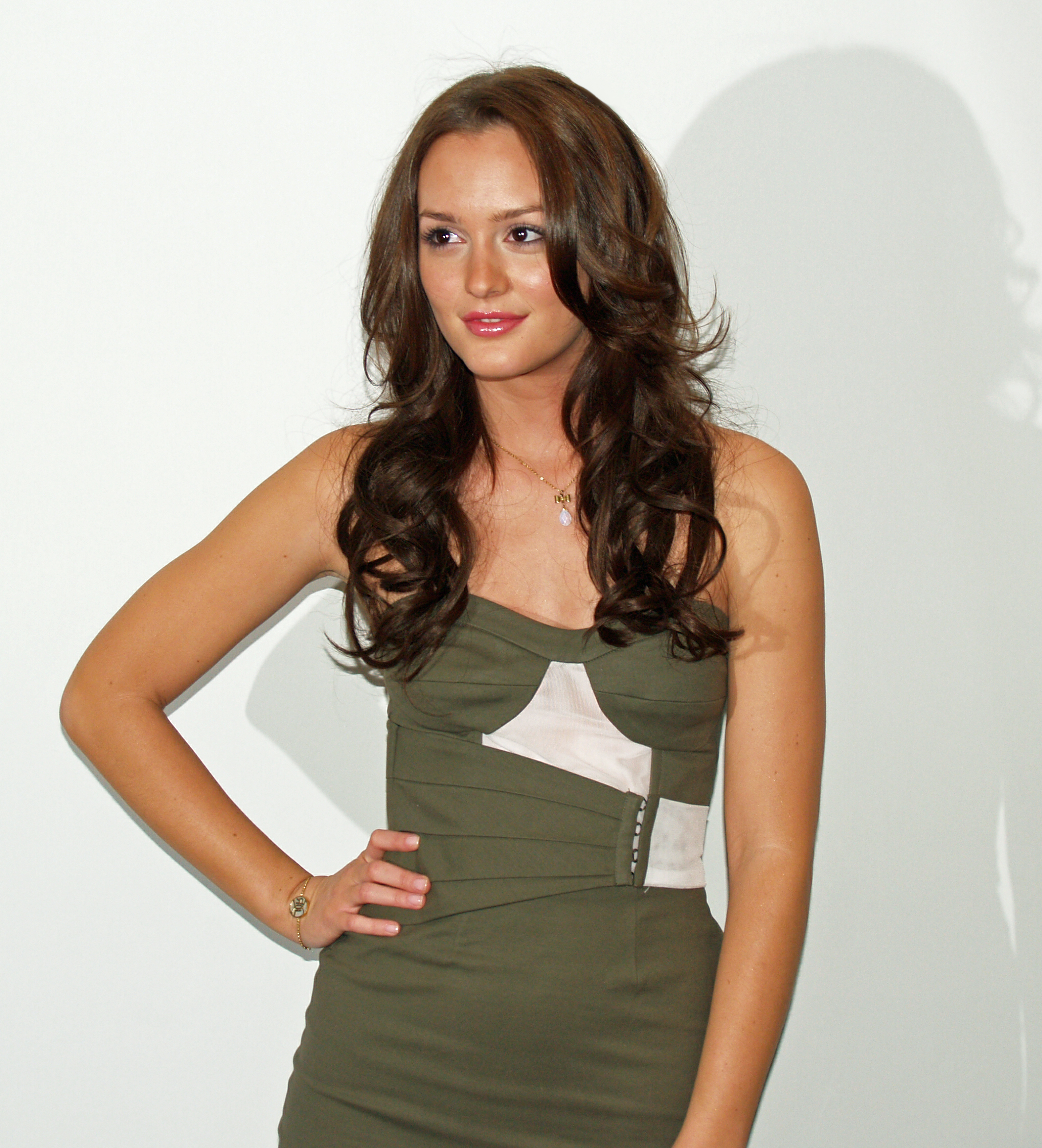
Leighton Meester interpreta Ali

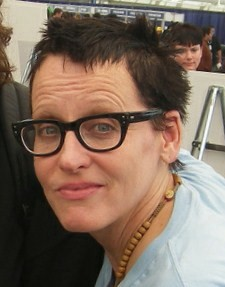
Lori Petty interpreta Janice Burke

- Jack Moriarty (Elias Koteas)
Visto in un solo episodio, entra improvvisamente nel reparto di diagnostica e spara due colpi di pistola a House, uno all'addome e uno al collo, poi scappa e rimane latitante. In un'allucinazione successiva allo sparo, House immagina che egli, ricoverato insieme a lui al Princeton-Plainsboro perché ferito da una guardia, gli riveli il motivo del suo tentato omicidio: avendo avuto sua moglie come paziente, House le aveva rivelato il tradimento da parte del marito, spingendola al suicidio poco dopo essere uscita dall'ospedale. In realtà si tratta di un'allucinazione nata dalla coscienza di House, e non si conosce né il vero nome né il vero movente dell'uomo (anche se, conoscendo la memoria e la razionalità di House è probabile che il motivo del rancore possa essere proprio il suicidio della moglie).
- Richard McNeil (Edward Edwards)
Paziente tetraplegico che si fionda in una piscina con la sedia a rotelle. All'uomo, otto anni fa, è stato asportato un tumore al cervello. House pensa che la causa della sua tetraplegia non sia stato il tumore e lo sottopone a vari esami. Dopo una corsa a casa di Cuddy nel cuore della notte (tutto sudato e bagnato, aveva fatto una doccia nella fontana universitaria) House ha la brillante intuizione: suppone che sia la malattia di Addison (una cicatrizzazione dell'ipotalamo sull'ipofisi) che ha bloccato il suo sistema nervoso; la cura sarebbe del semplice cortisolo: inizialmente Cuddy si oppone fermamente: alla fine decide di usare la sua intuizione e guarisce miracolosamente Richard; secondo Wilson però è meglio che House non lo sappia, al fine di dargli una lezione di umiltà. House infatti ha intuito tutto ciò senza prove mediche, e per Wilson si tratta di pura e semplice fortuna. Nell'episodio dopo, però House lo viene a sapere.
- Ali (Leighton Meester)
Ragazza di quasi diciotto anni infatuata di House: ella, che lo incontra per via del padre che è stato visitato in ambulatorio dal medico, lo insegue, ma Cuddy è costretta a minacciare lei ed House perché ha paura che il diagnosta possa essere denunciato dal padre di Ali per molestie. Alla fine però House scopre che la ragazza è stata infettata durante il suo viaggio in California da una spora che causa la perdita di inibizione sessuale.
- Janice Burke (Lori Petty)
Donna con la malattia di Huntington che si vede durante la terapia di Tredici. Migliora sensibilmente grazie alla terapia sperimentale di Foreman, inducendo Tredici ad essere più ottimista sul suo futuro e a iniziare una storia con Foreman.

### Animali
- Steve McQueen - Topo domestico
Steve è un topo domestico inizialmente residente nella casa di Stacy Warner. In Caccia al topo Stacy rivela ad House di aver visto un topo in casa sua la sera prima e ammette di esserne impaurita, tanto da aver dormito a malapena quella notte. Nonostante Stacy abbia chiamato il disinfestatore per il giorno dopo, House decide, per impressionare Stacy e riconquistarla, di andare a caccia dell'animale nella sua casa, con l'intenzione di avvelenarlo con il Coumadin, un farmaco anticoagulante. Telefona così al disinfestatore per annullare l'appuntamento all'insaputa di Stacy. House va a casa di quest'ultima e cerca il topo per la soffitta, dopo che esso è entrato nel condotto di aerazione. Lo attira con un pezzo di formaggio e, mentre lo osserva, si accorge che l'animale è malato, infatti il modo in cui esso inclina la testa lo convince che abbia un forte torcicollo. Dopo aver chiesto consiglio a Foreman che suggerisce che il "paziente" possa avere un'infezione all'orecchi o ai polmoni o un tumore cerebrale. Anziché ucciderlo, House dà un nome al topo, Steve McQueen come il famoso attore e cerca di curarlo dandogli degli antibiotici, dicendo a Stacy che se il topo avesse un'infezione, questa potrebbe essere stata provocata da qualcosa nella sua casa, il che sarebbe pericoloso per lei e il marito. Tuttavia il topo evita furbescamente le pillole rosicchiando solo il formaggio che stava attorno ad esse. House scopre che le urine dell'animale contengono tracce di acido cianidrico, formaldeide e piombo, il che lo porta alla conclusione che la malattia del topo è dovuta all'infezione causata dai micoplasmi aggravata dal fumo passivo delle sigarette di Stacy, che si rivela così una fumatrice confermando così i sospetti di House nati a due settimane dalla sua operazione alla gamba. Formulata la diagnosi, House cattura il topo e lo cura a casa sua con due settimane di antibiotici e la lontananza dal fumo, diventando il suo "padrone".
Quando House porta Steve in ospedale per il trattamento, Wilson rimane inizialmente stupito e spaventato per la salute dei suoi pazienti. Tuttavia, House sottolinea subito come l'infezione di Steve non sia contagiosa per gli umani. Infine, essere traslocato a casa di House, pure Wilson si affeziona a Steve. Infatti, quando House decide di usare il topo come cavia dopo che Foreman si ammala in Euforia - Parte II, Wilson è contrario e domanda ad House perché non possa usare una cavia da laboratorio. House risponde dicendo che gli occorre una cavia con un'anamnesi nota, aggiungendo che ai topi di laboratorio vengono somministrati antibiotici di ogni genere. House espone il topo a tutti i possibili oggetti che avrebbero potuto infettare Foreman e lo osserva con la webcam, dicendo a Wilson che se il topo avesse iniziato a manifestare i primi sintomi lo avrebbe ucciso con un "oggetto a forma di bastone" e gli avrebbe fatto l'autopsia. Steve tuttavia non si ammala e sopravvive all'esposizione, ed House non lo uccide. Da allora lo si è visto sullo sfondo nell'abitazione di House in vari episodi. Sul sito ufficiale della serie televisiva è stato rivelato che Steve è morto da tempo.[4]
- Hector - Cane
In Una lezione per House Wilson, mentre si separa da sua moglie, lo affida a House, che ne viene tormentato: infatti il cane è voracissimo e gli distrugge tutte le cose più care (dai dischi in vinile alle scarpe, rosicchiandogli bastone e libri, arrivando a stordirsi col Vicodin): House lascia la porta di casa aperta per lasciarlo scappare, ma esso rimane e, in compenso, gli viene rubato lo stereo; in Una famiglia House cade a terra a causa del bastone morsicato da Hector.
In seguito si scopre che il suo nome completo è "Hector Grosso Roditore" (probabile riferimento alla sua voracità), anagramma zoppo ideato da Bonnie Wilson (che ha sempre odiato il cane) di "dottor Gregory House" per sottolineare che il dottore le stava simpatico come Hector; House propone scherzosamente di chiamarlo "Uh, che ego serio", altro anagramma del suo nome.

### Familiari
Nel corso della serie compaiono o vengono nomitati diversi familiari o amanti dei personaggi principali.

#### Di House

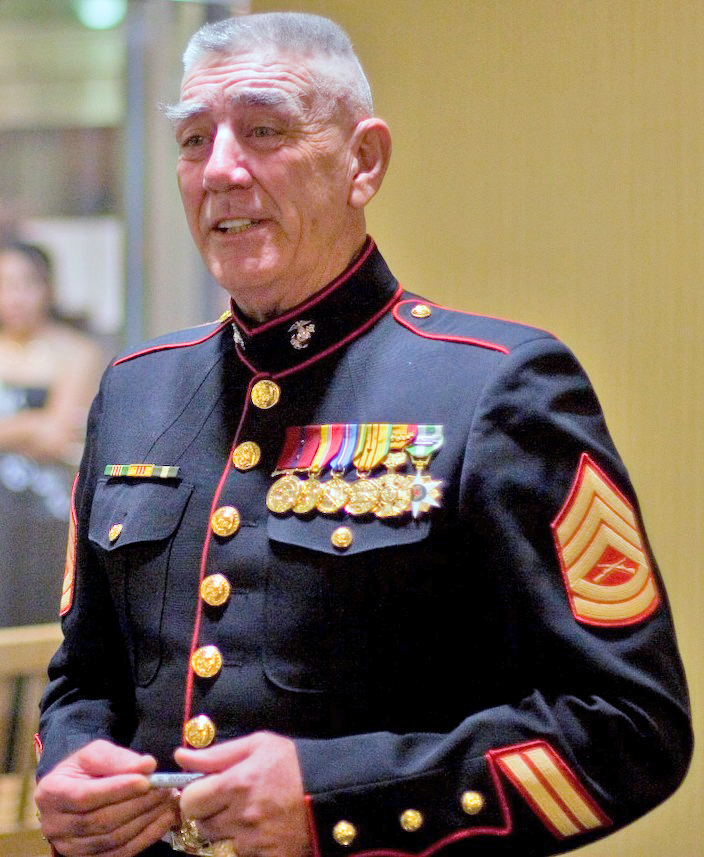
R. Lee Ermey (qui in divisa militare) interpreta John House

- John House (R. Lee Ermey) – Marito della madre, padre non biologico, ex pilota dei Marines
House ha cattivi rapporti con lui in quanto molto severo ed eccessivamente sincero, difetto che il diagnosta trova gravissimo per un padre; muore in Impronte genetiche e House inizialmente non ne è dispiaciuto.
- Blythe House (Diane Baker) – Madre, casalinga
House la definisce una "macchina che legge il pensiero", in quanto riesce sempre a capire quando il figlio mente; John e Blythe fanno visita a House in Padri e figli e cenano con lui. Al contrario del marito, Blythe ha un buon rapporto con il figlio. È una casalinga e in Padri e figli è sposata da 47 anni con John House. Nello stesso episodio House rivela a Cameron che la propria madre non ha un gran senso dell'umorismo e odia le discussioni.
- Thomas Bell alias Anonimo "padre" di House soprannominato James Bond (Billy Connolly) – Presunto padre biologico, amico di famiglia
Già all'età di dodici anni, House sospettava che John non fosse il suo vero padre, considerando il fatto che all'epoca del proprio concepimento egli era di servizio militare a Okinawa (cosa coincidente con il suo interprete, R. Lee Ermey), che l'alluce di John fosse, al contrario del suo, più corto del secondo dito e infine il fatto di avere una voglia rossa sul cuoio capelluto (e un'altra in una diversa parte del corpo) che il padre non presenta e che è identica a quella di "James Bond" (così soprannominato da Wilson per una leggera somiglianza con Sean Connery), un "amico di famiglia" con cui House sospetta che sia andata a letto la madre. Wilson invece ridicolizza queste prove e pensa che la convinzione di House sia una fantasia creata per sfuggire al rapporto conflittuale con il padre. Nell'episodio Impronte genetiche House viene a conoscenza della morte di John e al funerale incontra colui che sospetta essere il suo vero padre. Al termine dell'episodio House esegue un test di paternità dal DNA di un pezzetto di pelle che aveva furtivamente prelevato dal lobo dell'orecchio del defunto padre durante il funerale, confermando le proprie ipotesi.
Nell'episodio Vite private della sesta stagione si scopre che il presunto padre biologico di House è un pastore unitariano e scrittore. House legge attentamente un libro di sermoni da lui scritto, intitolato Passo dopo passo. Sermoni per la vita quotidiana, per studiare la mentalità del padre, e per trovare un suo modo di pensare, oltre a quello religioso, in cui poter riconoscersi. Ma House, al termine dell'episodio, rivela a Wilson di non aver trovato nel libro altro che discorsi su Dio, in cui lui non sa riconoscersi. Nell'ottava stagione, House scopre che Bell e la madre stanno insieme e si sposeranno, e lui diventerà il patrigno di Greg. House rivela all'uomo di essere suo figlio naturale, nonostante non si sopportino. Wilson fa però un test del DNA a Bell e risulta che non è il padre di House, cosa che rivela però solo a lui; il vero padre del diagnosta, un altro sconosciuto amante della madre, rimane ignoto.
- Nonna di House - Deceduta, si sa che era una donna dura come il padre John, che spesso si occupava del piccolo Greg; House dice che spesso lo puniva duramente, e questo è una delle possibili cause della sua misantropia (anche se in realtà viene poi rivelato che era il padre e non la nonna a punirlo).
- Stacy Warner - convivente per cinque anni
- Dominika Petrova House (Karolina Wydra) – Moglie
Dominika e House si sposano durante la settima stagione per far ottenere a lei la Green Card: l'intenzione del diagnosta è quella di far ingelosire la Cuddy. Successivamente esce dalla serie per rientrarci nell'ottava stagione: lei e House devono infatti dimostrare all'ufficio immigrazione di essere realmente sposati. I due quindi vivono insieme per un lungo periodo affinando la loro complicità, tanto che House inizia ad innamorarsene e per paura di perderla non le comunica la concessione della Green Card che le consentirebbe di andarsene. La relazione finisce quando Dominika scopre la bugia del diagnosta. Appare poi al finto funerale di House nell'ultimo episodio della serie.

#### Di Cuddy

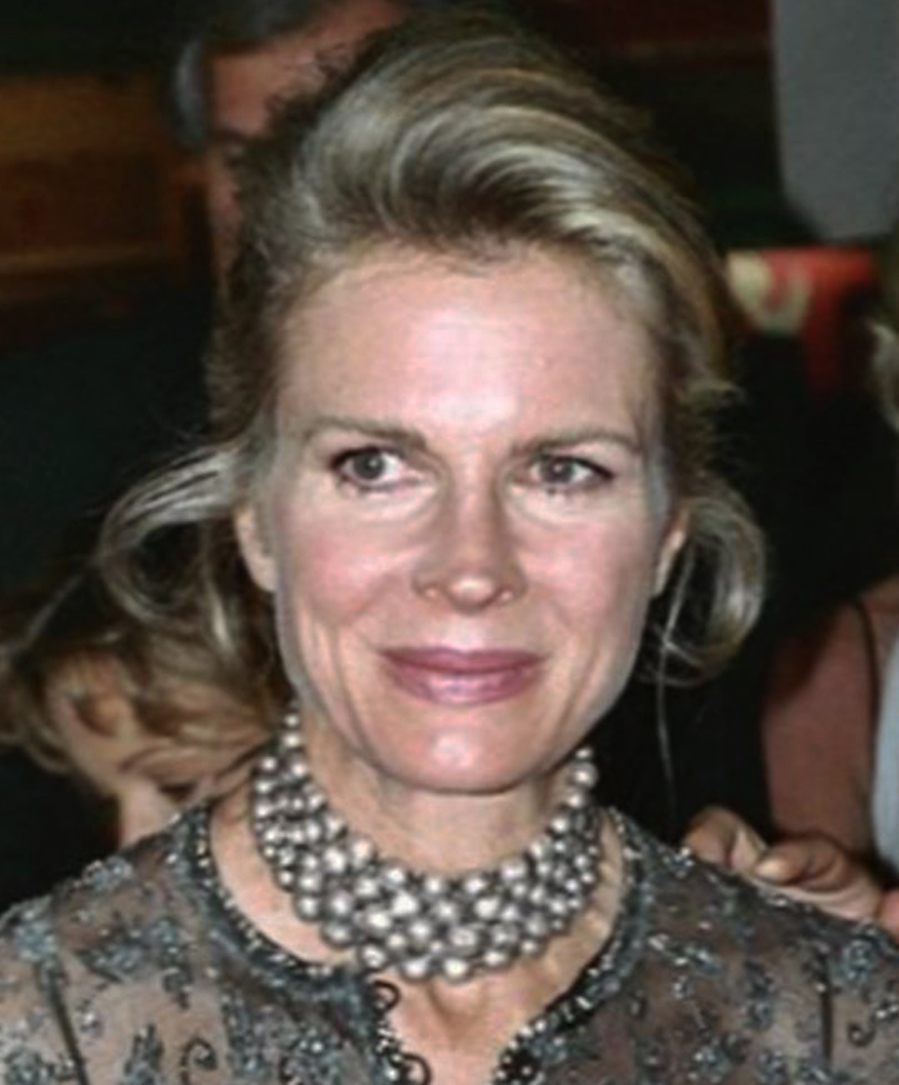
Candice Bergen interpreta Arlene Cuddy.

- Padre - In Affari di famiglia viene rivelato, per bocca di Lisa, che il padre è morto da anni, e che da quando se è andato Lisa e la madre sono sincere l'una con l'altra.
- Arlene Cuddy (Candice Bergen) – Madre
In Padri e figli, consigliando ad House di trovare una scusa per non cenare coi genitori, Lisa Cuddy dice di mentire a sua madre dall'età di dodici anni. In Eventi avversi l'investigatore Lucas Douglas scopre che Cuddy si tiene in contatto con sua madre. Arlene compare per la prima volta in Il coraggio delle piccole cose, e successivamente in Affari di famiglia come paziente nel Princeton-Plainsboro.
- Julia Cuddy (Paula Marshall) – Sorella
Viene rivelata la sua esistenza in Eventi avversi, quando Cuddy risponde alla domanda di Lucas affermando di avere una sorella. Inoltre viene nominata anche in Infedele, sebbene non vengano rivelate informazioni sul suo conto, sennonché ella possieda una patente di guida. In Beata ignoranza Lisa e Lucas vanno a cena da lei per festeggiare il Ringraziamento. Compare in Affari di famiglia, episodio nel quale si scopre che ha un rapporto più affettuoso e confidenziale con la madre rispetto a Lisa e che Julia è sposata e ha tre figli.
- Ernest T. Cuddy, bisnonno, deceduto da molto tempo e celebre medico, autore di un libro che House possiede e regala poi alla Cuddy.
- Joy - Bambina che la Cuddy ha cercato di adottare nell'episodio Joy, senza successo poiché la madre biologica ha rinunciato all'ultimo.
- Rachel Cuddy (Kayla e Rylie Colbert) - Figlia adottiva
Bambina che la Cuddy ha adottato nell'episodio Gioia al mondo dopo che la madre biologica è morta di eclampsia. Nell'episodio Bimba dentro si instaura un rapporto di affetto tra la figlia e la madre adottiva, permettendo a quest'ultima di svolgere di nuovo il suo lavoro, temporaneamente affidato a Cameron.

#### Di Wilson
- Genitori
- Fratello
- Danny Wilson - Fratello
Alla fine dell'episodio Il patto sociale House scopre che mercoledì sera Wilson deve andare a fare visita a suo fratello, malato di schizofrenia, che non vede da nove anni. Danny infatti è scappato perché suo fratello non ha risposto a una sua chiamata perché stava studiando per l'esame del giorno dopo e questo ha causato a Wilson sensi di colpa per anni, ma ora il fratello è di nuovo sotto anti-psicotici e quindi è in grado di parlarci e rimediare al suo errore. Il primario di oncologia però rimane molto deluso da questo colloquio perché scopre che è un dialogo tra due estranei.
- Sam Carr (Cynthia Watros) - Prima ex-moglie. Nella sesta stagione i due ricominciano a frequentarsi, ma la relazione finisce durante la settima stagione.
- Bonnie Wilson (Jane Adams) - Seconda ex-moglie
Viene definita da Wilson stesso "la peggiore agente immobiliare del New Jersey". Fa la sua unica apparizione nell'episodio Una lezione per House, dove viene interrogata da House a proposito del suo rapporto con Wilson; nell'episodio Tredici porta fortuna si scopre che è canadese.
- Julie Wilson - Terza ex-moglie

#### Di Cameron

Il defunto marito di Cameron con il suo migliore amico Joe nella fotografia del matrimonio.

- Marito defunto - Morto di cancro a meno di un anno dal matrimonio, Cameron l'aveva sposato sapendo che era un malato terminale e questo fatto induce House a pensare che la dottoressa ami chiunque sia sofferente, ipotesi avvalorata dal fatto che le piaceva anche House.
- Fratello
- Joe (Van Allen) - Durante gli ultimi mesi di vita del marito di Cameron, nonché il migliore amico di Joe, quest'ultimo vedeva spesso la dottoressa, al punto che tra i due si era creata una certa intesa, ma alla fine non è nata una storia perché anche se Joe le piaceva, Cameron ha deciso di non tradire il marito appena morto.
- Robert Chase - secondo marito.
- Nuovo compagno e figlio di Cameron - nominati nell'ultimo episodio della serie.

#### Di Chase
- Madre - Il padre di Chase l'abbandona, portandola all'alcolismo e alla morte, quando Robert aveva quindici anni.
- Rowan Chase (Patrick Bauchau) - Padre
Famoso reumatologo, fa assumere Robert raccomandandolo a House; nell'episodio Dannato fa visita al figlio, con cui ha diversi diverbi, e aiuta House a formulare la diagnosi; durante l'episodio si scopre che ha un tumore che lo porterà alla morte in tre mesi, ma non vuole farlo sapere al figlio, con cui sembra riappacificarsi: alla fine dell'episodio promette al figlio che tornerà a trovarlo, mentendo.
Muore a causa di un tumore ai polmoni e quando la matrigna di Chase gli comunica la notizia il dottore, anche se non era in buoni rapporti con il padre, commette una serie di errori che portano alla morte di una paziente nell'episodio Sotto accusa.
- Sorella di Chase - sorella con cui non ha parlato per molti anni.
- Matrigna
- Allison Cameron - Moglie tra la quarta e la quinta serie.

#### Di Foreman

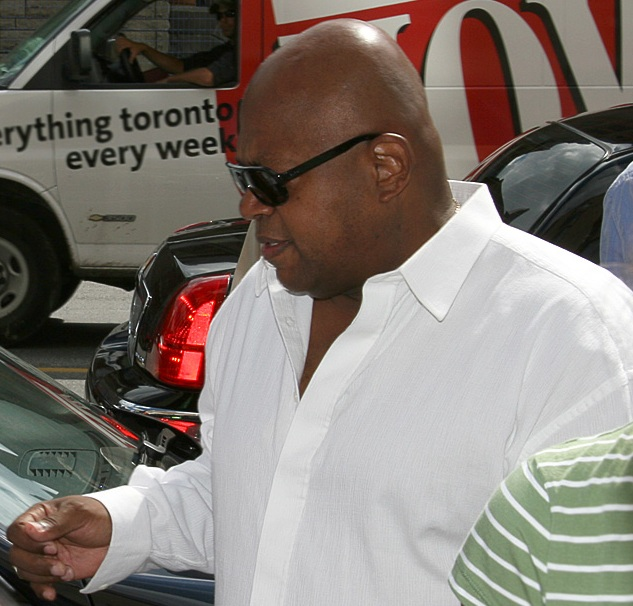
Charles S. Dutton interpreta Rodney Foreman.

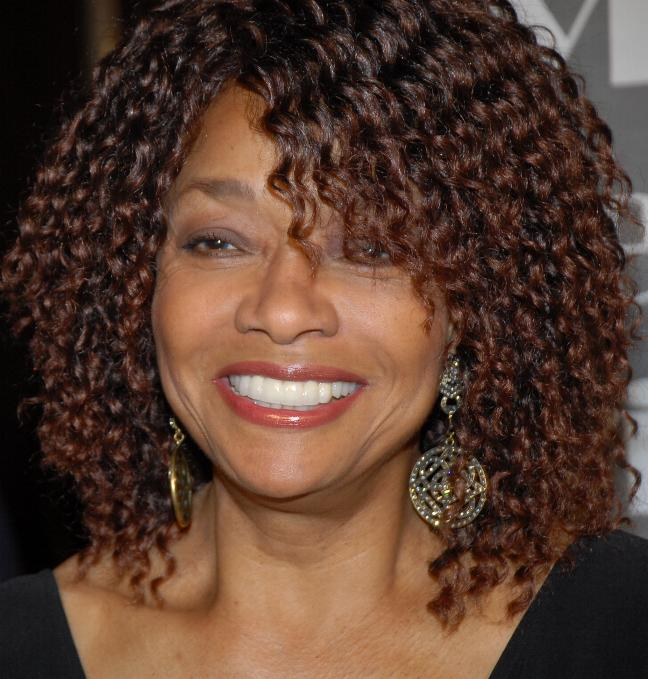
Beverly Todd interpreta Alicia Foreman.

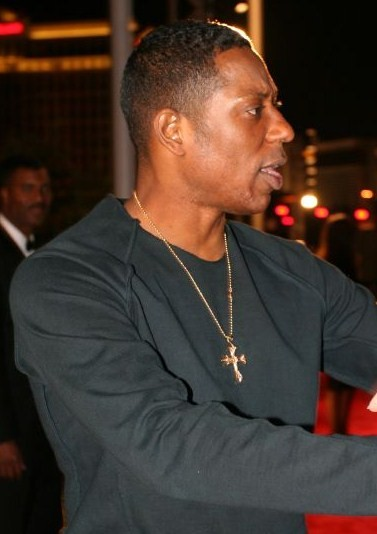
Orlando Jones interpreta Marcus Foreman.

- Rodney Foreman (Charles S. Dutton) – Padre
Compare per la prima volta in Euforia - Parte II quando suo figlio è in punto di morte lo visita in ospedale e, essendo molto religioso, prega continuamente per la sua salvezza; House lo convoca per convincere la Cuddy a eseguire una biopsia su Joe Luria, che è morto per la stessa malattia di Foreman, ma non riesce nel suo intento perché Rodney capisce le ragioni della direttrice. Foreman afferma che, per suo padre, tutto ciò che egli fa bene è merito di Dio, mentre tutto ciò che sbaglia è per colpa sua.
- Alicia Foreman (Beverly Todd) – Madre
Viene nominata per la prima volta in Euforia - Parte II per bocca di Rodney, il quale dice a Foreman malato, desideroso di vedere la propria madre prima di morire, che ella non può viaggiare nelle condizioni in cui si trova e ammette di non averla avvertita riguardo alla condizione del figlio, in quanto ciò l'avrebbe fatta soffrire inutilmente per poi dimenticarsi di tutto poco dopo. Rodney rivela al figlio che non è rimasto molto della donna che era un tempo e che probabilmente non sopporterebbe un trauma simile. Da questi elementi si deduce che Alicia sia affetta dalla malattia di Alzheimer. Questa deduzione viene confermata in Una lezione per House. Pochi giorni prima del 60º compleanno di Alicia, Rodney va a trovare il figlio in ospedale, il quale lo aveva avvertito per telefono che non sarebbe riuscito a tornare a casa loro per il compleanno della madre, e gli dice di essere alloggiato insieme ad Alicia in un albergo lì a Princeton e di volere che lui, che non mette piede a casa dei genitori da otto anni, andasse a trovare la madre finché ella potesse riconoscerlo. Eric ribatte di aver già parlato con Alicia più volte al telefono e di essere poi riconosciuto da lei solo qualche volta, ma per il padre quei pochi casi sono di grande importanza. Eric va così a trovare la madre per due volte nell'albergo, ma il rapporto tra i due, per quanto affettuoso, è emozionalmente distaccato, inoltre Alicia tratta il figlio in maniera velatamente infantile a causa della perdita dei ricordi più recenti di lui dovuta alla sua malattia. Dopo aver parlato con la madre delle proprie preoccupazioni al termine dell'episodio, Eric si rende conto che Alicia non riesce a riconoscerlo. Nell'episodio Verso la meta Marcus, il fratello di Eric, rivela ad House che la madre Alicia è morta tre mesi prima.
- Marcus Foreman (Orlando Jones) – Fratello
Il primo riferimento a lui viene fatto in Euforia - Parte II, quando Rodney Foreman chiede al figlio ammalato se ha telefonato al fratello, ed Eric risponde di non averlo avvertito della propria condizione. In Aspettando Giuda si scopre per bocca di Michael Tritter che il fratello si chiama Marcus e che si trova in quel momento in carcere per droga e che Eric non è mai andato a trovarlo. Tritter propone a Foreman di farlo uscire dalla prigione con la condizionale entro due mesi in cambio della sua testimonianza in tribunale contro House, ma il dottore rifiuta dicendo di aver raggiunto qualche obiettivo, al contrario del fratello che non ha fatto nulla di sé. In Tredici porta fortuna Foreman parla al telefono con il fratello, probabilmente scarcerato, il quale gli rivela di aver ricevuto la chiamata di Lucas Douglas, l'investigatore di House, con lo scopo di ottenere informazioni private e imbarazzanti sul conto del neurologo, tuttavia senza alcun successo. In Emancipazione Foreman rivela ad un bambino, fratello di un suo paziente, di essere cresciuto insieme al fratello e di aver avuto con lui un rapporto litigioso, ammettendo di essere stato egli stesso crudele nei suoi confronti. Nell'episodio Verso la meta Marcus esce di prigione e viene assunto da House per poi licenziarsi e tornare in buoni rapporti col fratello, andando a vivere da lui.
- Zio
L'unico riferimento a lui viene fatto da Foreman stesso in Vortice. Viene detto che sa sputare le nocciole delle ciliegie a cinquanta metri di distanza, ma nonostante questa sua capacità lavora part time in un negozio.
- Wendy – Ex-fidanzata

#### Di Taub
- Genitori – Genitori
L'unico riferimento ai genitori di Taub viene fatto in Senza dolore in una discussione tra Taub e Kutner sul suicidio. Taub rivela che i suoi genitori vivono felici nel Queens e che non hanno mai lontanamente pensato di commettere un suicidio.
- Rachel Taub (Jennifer Crystal) - Moglie
Tradita da Taub prima dell'apparizione del dottore nella serie, quando quest'ultimo le confessa l'adulterio lei lo perdona e il loro rapporto continua. Di lei si sa inoltre che non vuole figli, poiché le piace la sua vita così com'è e non vuole cambiamenti radicali. In Beata ignoranza rivela al marito di non gradire la sua decisione di ritornare a lavorare come medico sottoposto (Taub era in precedenza tornato a fare il lavoro di chirurgo come capo), in quanto è costretto a essere sottomesso ad House e a non poter passare insieme a lei neanche festività come il Ringraziamento, dovendo invece andare al lavoro nelle giornate e negli orari più insoliti. Quando, nello stesso episodio, Taub mostra alla moglie la foto scattata col cellulare di House ferito al volto da quello che Taub dice essere un suo pugno (in realtà era stato sferrato da Chase), Rachel, dopo essere stata rassicurata che il gesto del marito non ha avuto conseguenze sul suo lavoro, si dimostra orgogliosa dell'autorevolezza e della superiorità anche fisica dimostrata dal proprio coniuge.Divorziano nella settima stagione, ma continuano a vedersi e lei rimane incinta di una bambina; nell'ottava stagione vive con un nuovo compagno.
- Amante di Taub - Di lei si sa solo che è la figlia di un socio di Taub e che a causa dell'adulterio il dottore è stato costretto a cambiare posto di lavoro, finendo nell'équipe di House.
- Ruby (Zena Grey) - Un'altra amante di Taub, infermiera di 22 anni e madre di una delle due figlie di Taub.
- Sophie e Sophia - Figlie "quasi gemelle" di Taub, nate da due madri diverse nello stesso periodo. Taub ne ha l'affido condiviso con le rispettive madri nell'ottava stagione.

#### Di Tredici
- John Hadley (Christopher Stapleton) - Padre
- Anne Hadley (Danielle Petty) - Madre
All'età di nove anni Remy osserva la madre mentre la corea di Huntington si fa sempre più manifesta: ha delle strane torsioni lungo tutto il corpo, grida di continuo, ha alterazioni della personalità, per esempio sgrida la figlia senza una ragione precisa. Il padre John aiuta in tutti i modi la moglie e al tempo stesso cerca di tranquillizzare Remy, spiegandole che quello che la madre fa non è di sua volontà ma è dovuto alla sua malattia e che il suo cervello si sta rimpicciolendo. Tuttavia la bambina, nonostante queste spiegazioni, odia la madre e non sopporta la sua anormalità. Presto la madre inizia a peggiorare e il marito è costretto a ricoverarla. Prima di partire per l'ospedale John invita la figlia a salutare probabilmente per l'ultima volta la madre (poiché la demenza le avrebbe impedito presto di riconoscere chiunque), dicendole che se non l'avesse fatto si sarebbe poi pentita per il resto della vita, ma Remy, sempre in collera con la madre e i suoi rimproveri, si rifiuta in tutti i modi di parlarle, di salutarla. Poco tempo dopo Anne muore, senza mai aver ricevuto l'ultimo addio dalla figlia.
Da adulta Remy, che scopre di aver ereditato la malattia della madre, si rende condo della triste condizione di Anne e, come aveva predetto il padre, rimpiange enormemente il suo comportamento nei confronti della madre che invece avrebbe avuto bisogno del suo amore, tanto che è turbata da ogni ricordo della sua infanzia.
- Fratello di Tredici - Malato anche lui di Huntington, si sa che la ragazza ha praticato per lui l'eutanasia.

#### Di Kutner
- Anonimi genitori (cognome Choudary) – Genitori biologici
La loro storia viene brevemente descritta da Lawrence Kutner nell'episodio Il cuore di Wilson, in cui rivela a Tredici di essere indiano e le racconta che da bambino aiutava i propri genitori nel loro negozio dopo la scuola e che, all'età di sei anni, aveva assistito in prima persona all'omicidio dei entrambi i genitori per mano di un rapinatore entrato nel negozio. Kutner confida che gli sono occorsi diversi anni prima di superare il trauma, per infine accettare che anche le ingiustizie accadono.
- Julia (Mary Jo Deschanel) e Richard Kutner (Ed Brigadier) – Genitori adottivi
In Impronte genetiche Kutner rivela alla paziente di essere stato adottato da una famiglia bianca a nove anni, aggiungendo di essere felice di essere diverso. Il signor Kutner diede al figlio adottivo il proprio cognome.